# Planolidia arida
Planolidia arida är en insektsart som beskrevs av Nielson 1982. Planolidia arida ingår i släktet Planolidia och familjen dvärgstritar. Inga underarter finns listade i Catalogue of Life.